# Attentat de l'aéroport de Francfort-sur-le-Main
L'attentat de l'aéroport de Francfort-sur-le-Main est survenu le 2 mars 2011 à l'aéroport de Francfort en Allemagne. L'auteur, Arid Uka, a été arrêté et accusé d'avoir tué deux aviateurs américains et d'en avoir gravement blessé deux autres. Il a été reconnu coupable de meurtre et de tentative de meurtre et condamné à la prison à vie le 10 février 2012.
Selon le juge du tribunal de l'Oberlandesgericht de Francfort, il s'agissait du premier attentat terroriste en Allemagne dont l'auteur avait un motif islamiste.

## Fusillade
Selon les enquêteurs allemands, Uka a visé un bus de l'US Air Force stationné devant l'aérogare qui devait transporter quinze aviateurs américains vers la base aérienne de Ramstein. Il se serait approché d'un aviateur qui attendait, lui aurait demandé une cigarette et aurait voulu savoir si les aviateurs étaient à destination de l'Afghanistan. Lorsque l'aviateur a dit oui, selon le procureur allemand Rainer Griesbaum, Uka a attendu que l'aviateur se détourne, puis lui a tiré une balle dans la nuque, le tuant. Criant "Allahu akbar !",, l'agresseur est alors entré dans le bus, tirant et tuant le chauffeur, et a continué à tirer trois coups de feu sur deux autres aviateurs, les blessant. Lorsqu'il a pointé son pistolet sur la tête d'un autre aviateur et appuyé sur la gâchette, l'arme s'est bloquée. Uka s'est enfui, mais a été poursuivi par l'employé civil de l'aéroport Lamar Joseph Conner et le sergent d'état-major Trevor Donald Brewer et  a été maîtrisé peu de temps après par deux policiers allemands. Il a ensuite été arrêté.
Les deux victimes tuées dans la fusillade étaient l'aviateur principal Nicholas Alden, 25 ans, originaire de Caroline du Sud et l'aviateur de première classe Zachary Cuddeback, 21 ans, originaire de Virginie. Le sergent d'état-major, Kristoffer Schneider, a reçu une balle dans la tempe droite et a perdu la vue d'un œil. Le côté droit de son visage a dû être reconstruit avec du titane, et il souffre de maux de tête et de convulsions. Une partie de son crâne a également dû être retirée après une infection. Schneider a pris sa retraite médicale en 2012. Edgar Veguilla a été touché à la mâchoire et au bras et a subi des lésions nerveuses.
Conner et Brewer ont ensuite reçu l'Ordre du Mérite de la République fédérale d'Allemagne lors d'une cérémonie le 16 janvier 2012. Le ministre fédéral de l'Intérieur Hans-Peter Friedrich a présenté la décoration, citant leur "courage et action exemplaires qui ont aidé la police fédérale à arrêter le suspect".

## Auteur
Arid Uka, l'agresseur de 21 ans, était un albanais de souche né au Kosovo qui vivait en Allemagne depuis l'âge d'un an, sa famille y ayant vécu pendant quatre décennies. Son grand-père était un imam albanais du Kosovo, tandis que ses parents et ses deux frères menaient une vie laïque,. Il travaillait au bureau de poste de l'aéroport.
Dans les mois qui ont précédé l'attaque, Uka a traversé une crise de fin d'adolescence. Uka a quitté l'école avant son diplôme d'entrée à l'université, mais n'en a rien dit à sa famille. Au lieu de cela, il leur a dit qu'il avait terminé le diplôme avec succès. Les membres de sa famille, d'anciens amis et l'un de ses employeurs l'ont décrit comme introverti, poli et non agressif. Des mois avant la fusillade, Uka a rompu les liens avec tous ses amis et s'est retiré. Pendant ce temps, il naviguait intensément sur le Web en visitant des sites Web au contenu djihadiste salafiste. Il a commencé à s'habiller en costume salafiste et a commencé à étudier l'arabe.
Uka a décidé de rejoindre les combats en Irak ou en Afghanistan, mais n'a pas réussi à le faire car il n'a pas réussi à établir les bons contacts. Via Internet, Uka a réussi à établir un contact avec le cheikh Abdellatif du soi-disant groupe Da'wa, qui prêchait dans deux mosquées de Francfort. La mosquée salafiste de ces deux est considérée comme un point de rencontre pour les islamistes radicaux. Plusieurs islamistes bien connus y ont été aperçus. Il est le premier exemple de terrorisme de loup solitaire salafiste en Europe, les seuls contacts d'Uka avec des extrémistes étaient en ligne, il n'a jamais eu de contact personnel direct et n'a jamais été impliqué dans un réseau physique.
Selon les autorités allemandes, Uka a avoué les meurtres lors de son interrogatoire après la fusillade.
L'avocat d'Uka a déclaré que la motivation de la fusillade était une vidéo sur YouTube, qui montrait des soldats américains violant des femmes musulmanes irakiennes. Uka était convaincu que la vidéo était authentique, mais il s'agissait en fait d'un clip tiré de Redacted, un film américain basé sur le Massacre de Mahmoudiyah. Sur Internet, Uka a posté sur plusieurs forums islamistes, affirmant plus tard qu'à travers le contenu et les discussions de ces forums, il en était venu à croire que ses compatriotes musulmans étaient en guerre mondiale avec les États-Unis,. Uka a également été influencé par le nasheed djihadiste, dont le nasheed d'Abou Maleeq, qui rejoindra plus tard l'État islamique.

### Procès et condamnation
Au cours du procès d'Uka, son avocat l'a décrit comme un criminel violent atypique qui n'est ni motivé par la religion ni par le terrorisme islamiste, tandis que le procureur général d'Allemagne a désigné Uka comme un auteur unique, qui a été condamné à une peine d'emprisonnement à perpétuité plus une déclaration de "gravité exceptionnelle de la culpabilité".
Le 10 février 2012, la Cour supérieure de l'État de Hesse (Oberlandesgericht Frankfurt am Main) a condamné Uka à la réclusion à perpétuité pour deux chefs de meurtre et trois chefs de tentative de meurtre avec la détermination d'une "gravité exceptionnelle de la culpabilité", ce qui signifie qu'il ne sera pas admissible à la libération conditionnelle après avoir purgé quinze ans. En raison du fait qu'il ait été condamné à plus de trois ans d'emprisonnement, il sera expulsé au Kosovo après avoir purgé sa peine puisqu'il n'a pas la nationalité allemande.